# Felsenreitschule
A Felsenreitschule a Salzburgi Ünnepi Játékok egyik helyszíne.

## A hercegérseki nyári lovarda
A Felsenreitschule 1693-ban épült János Ernő salzburgi hercegérsek megrendelésére Johann Bernhard Fischer von Erlach tervei alapján az új salzburgi dóm kavicskőfejtőjének helyén, az udvari istálló mellett. Érseki nyári lovardaként és vadászatra használták. Az Arkaden Platz, 96 sz. alatt, egymás fölötti három emeleten helyezkedik el.
1841-ben megalakult a k. k. Hofstallkaserne (császári-királyi udvari istállókaszárnya) lovardája. A lovassági lovarda átalakítva, kibővítve és befedve készült el. Az első világháború után itt állomásozott az első Osztrák Szövetségi Hadsereg is.

## A fesztivál helyszíneként
1926 óta a Felsenreitschulét a Salzburgi Fesztivál helyszíneként színdarabok szabadtéri előadásaira használják. Azóta az egykori nézőterek természetes díszletként szolgálnak. Az első produkció Carlo Goldoni Két úr szolgája volt, Max Reinhardt rendezésében.
1933-ban Clemens Holzmeister felépítette Max Reinhardt számára a Fauststadtot, legendás Goethe: Faust-produkciójának színpadát.
1948-ban Herbert von Karajan először alakította át a Felsenreitschulét operaszínpaddá Christoph Willibald Gluck Orfeusz és Euridiké című művének előadására. 1949-ben mutatták be Carl Orff Szophoklész Antigonéja című ókori tragédiáját Friedrich Hölderlin német fordításában, Fricsay Ferenc vezényletével.
1968–1970 között a Felsenreitschulét Clemens Holzmeister tervei szerint átalakították, és Beethoven Fideliójával avatták fel, Karl Böhm vezényletével. A színpadot 40 méter szélesen 4 méter mélységgel alakították ki. Megújult az önhordó lelátó is, alatta a díszletraktárral. A színpadot fényzáró, kihúzható esőponyva védi, a zajt is kizáró hálóval. A tető is nyitható.
2010 és 2011 fesztiválnyara között Erhard Fischer müncheni építész tervei alapján újították fel a mobiltetőt: A modern konstrukcióval a fesztivál 700 m² hasznos területet nyert technológiai és próbatermek számára. Az új feszített tető három mobil szegmensfelületből áll, és öt teleszkópos karral hat percen belül ki- és behúzható. A színpadtechnika teleszkópos támaszain (láncos emelők) lévő felfüggesztési pontok, a jobb zaj- és hőszigetelés, valamint a két világítóhíd optimalizálja a színpadon zajló eseményeket. Az épületet a HALLE 1 építész csapata tervezte, és elismerésként 2012-ben megkapta a Salzburgi Állami Építészeti Díjat.
A Felsenreitschule 1412 ülőhellyel és 25 állóhellyel rendelkezik. Előcsarnokát Mozart-ház (Kleines Festspielhaus) épületével osztja meg.

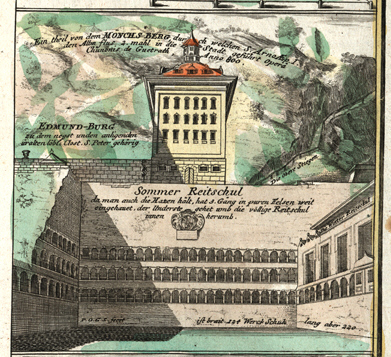
A Felsenreitschule, 1712 körül
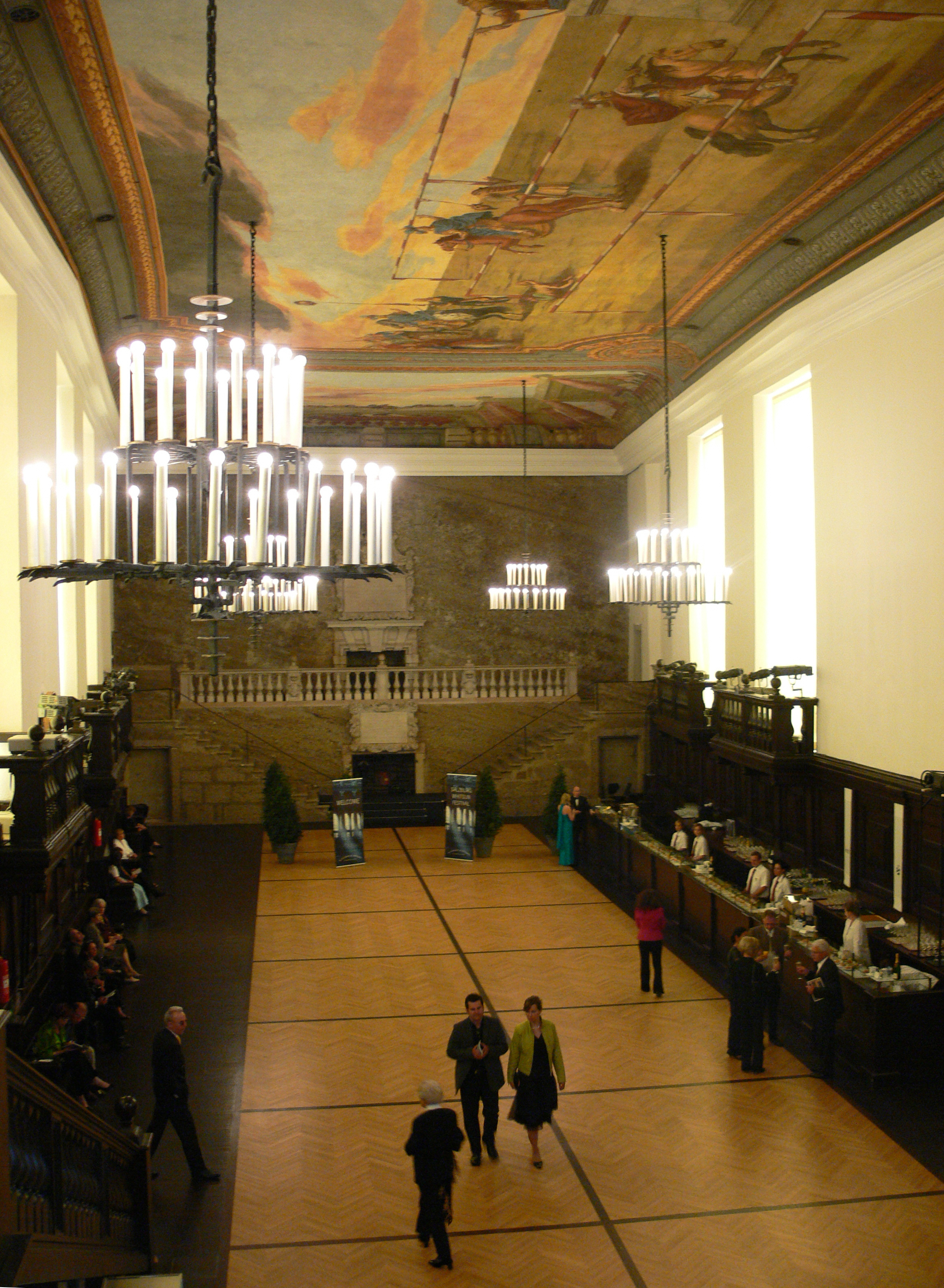
A Felsenreitschule és a Mozart-ház foyer-ja
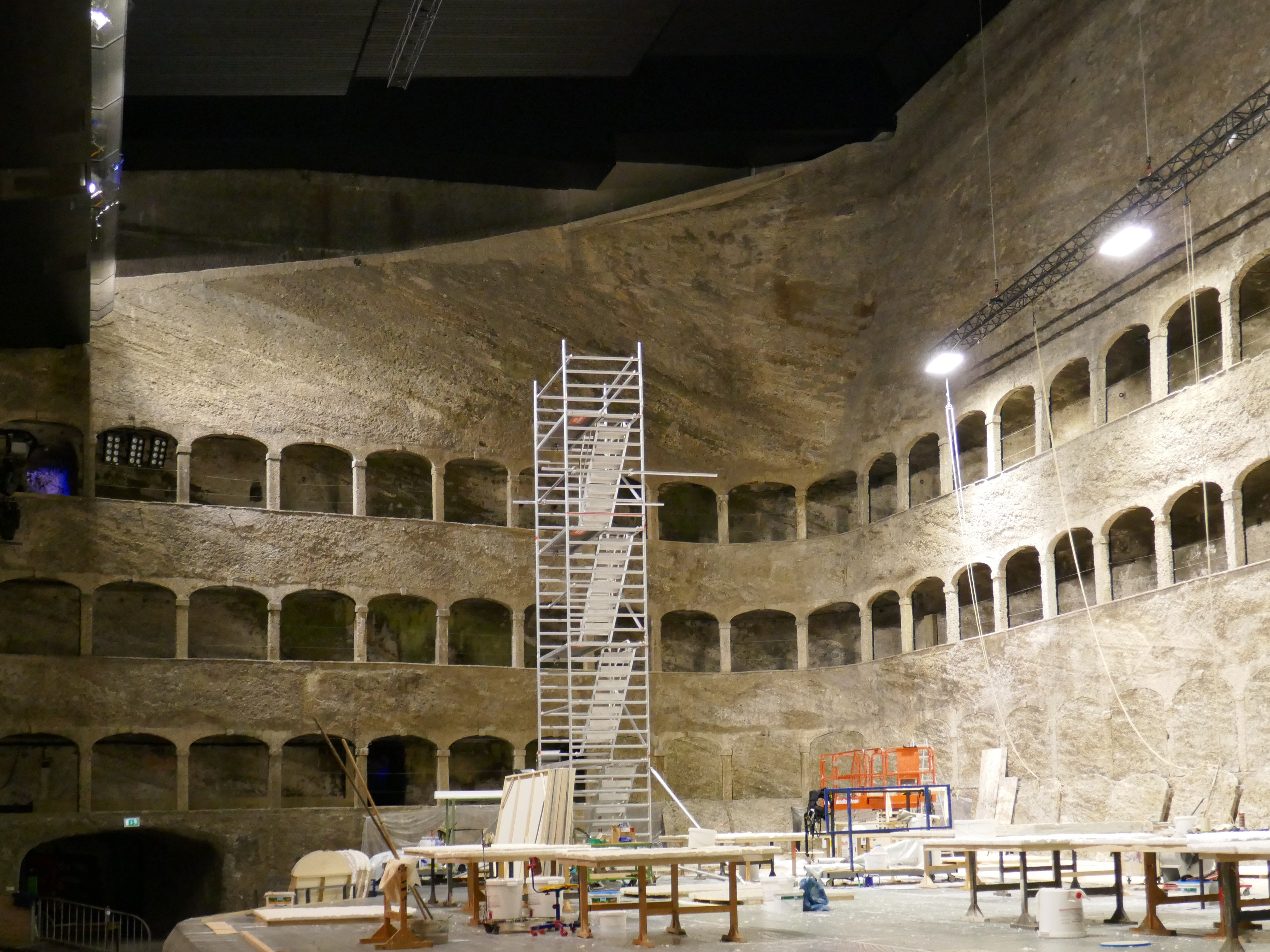
A színpad
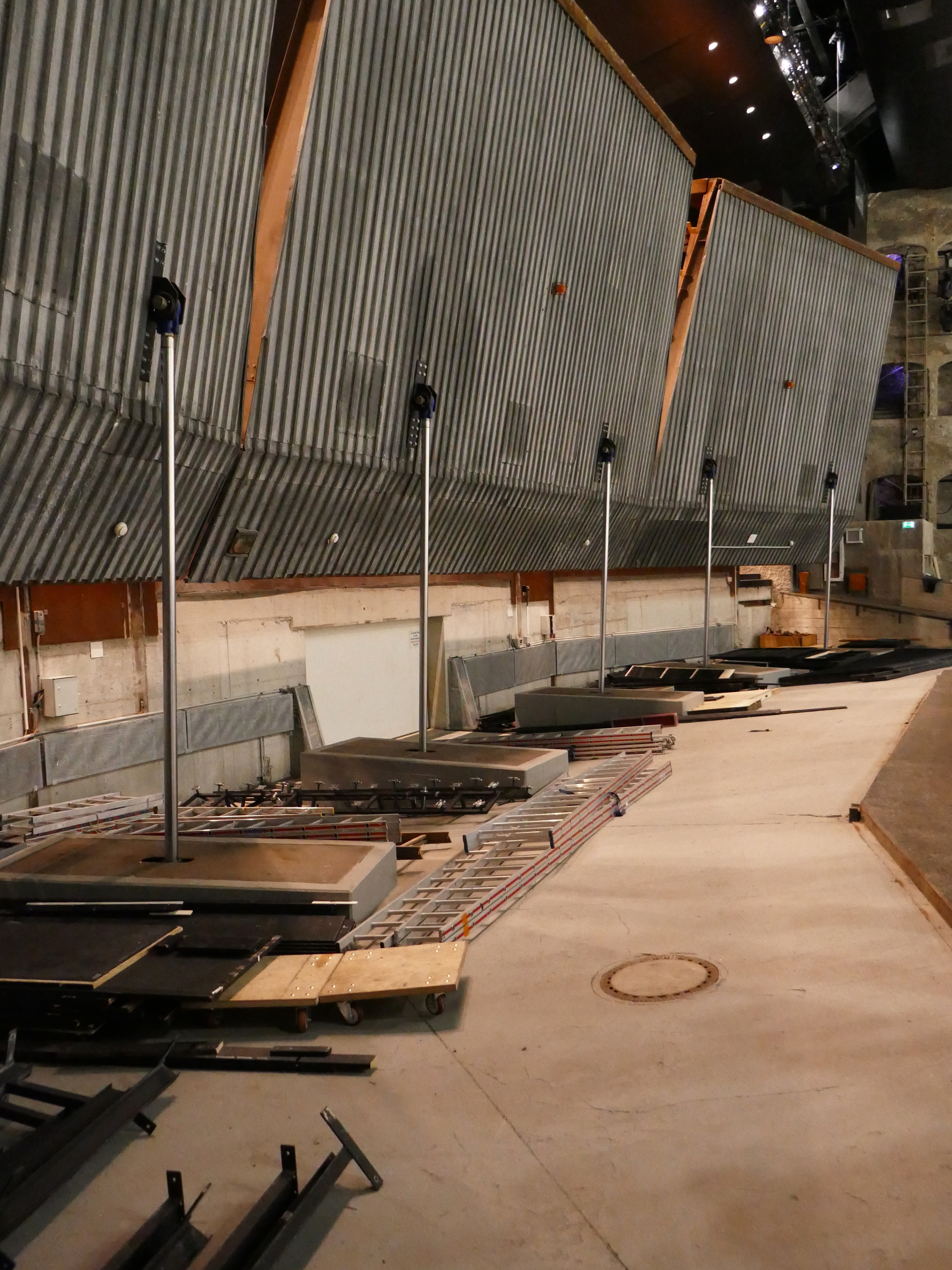
Színpadi technika

## Fordítás
- Ez a szócikk részben vagy egészben  a   Felsenreitschule című német Wikipédia-szócikk ezen változatának fordításán alapul.  Az eredeti cikk szerkesztőit annak laptörténete sorolja fel. Ez a jelzés csupán a megfogalmazás eredetét és a szerzői jogokat jelzi, nem szolgál a cikkben szereplő információk forrásmegjelöléseként.